# Требушенко, Евгений Юрьевич
Евгений Юрьевич Требушенко (26 мая 1975) — российский биатлонист, бронзовый призёр чемпионата Европы, чемпион и призёр чемпионатов России. Мастер спорта России.

## Биография
Выпускник Училища олимпийского резерва г. Омска (1994). Выступал за спортивное общество «Динамо», представлял города Новосибирск и Омск. Тренеры — Владимир Степанович Екимуков и Валентин Дмитриевич Литвинцев.
В сезоне 2002/03 дебютировал на Кубке Европы на этапе в Виндишгарстене, занял 23-е место в спринте. В сезоне 2002/03 на этапе в Обертиллиахе и в сезоне 2003/04 на этапе в Мерибеле показал свои лучшие результаты на уровне Кубка Европы, занимая третьи места в спринтерских гонках.
В 2004 году участвовал в чемпионате Европы в Минске, завоевал бронзовые медали в гонке преследования, был четвёртым в спринте и пятым — в эстафете.
На уровне чемпионатов России выигрывал золотые медали в 2002 и 2003 годах в гонке патрулей и в 2003 году в эстафете. В 2003 году стал серебряным призёром в командной гонке, а в 2004 году завоевал бронзу в гонке патрулей. Серебряный призёр чемпионата России по летнему биатлону в 2003 году в эстафете.
Становился победителем общего зачёта Кубка России по биатлону (2002).